# From There to Here: Greatest Hits
From There to Here: Greatest Hits è un album di raccolta del gruppo di musica country statunitense Lonestar, pubblicato nel 2003.

## Tracce
1. Tequila Talkin' – 3:27
2. No News (radio edit) – 2:53
3. Runnin' Away with My Heart – 3:31
4. Come Cryin' to Me – 3:31
5. You Walked In – 4:31
6. Everything's Changed – 3:53
7. Amazed – 4:01
8. Smile – 3:35
9. What About Now – 3:32
10. Tell Her (album version) – 3:28
11. I'm Already There – 4:13
12. With Me – 3:51
13. Not a Day Goes By – 4:07
14. My Front Porch Looking In – 3:44
15. I Pray – 3:47
16. Walking in Memphis – 3:501
17. I'm Already There (Message from Home version) – 4:31